# Will Hardy
William Culvahouse Hardy (Richmond, Virginia, 21 de enero de 1988) es un entrenador de baloncesto estadounidense que actualmente dirige a los Utah Jazz de la NBA.

## Trayectoria deportiva

### Universidad
Jugó cuatro temporadas con los Ephs del Williams College, de la División III de la NCAA donde formó parte del equipo que terminó 30-2 y acabó segundo a nivel nacional en 2010. Con 1,98 metros de estatura jugaba como ala-pívot.

### Entrenador

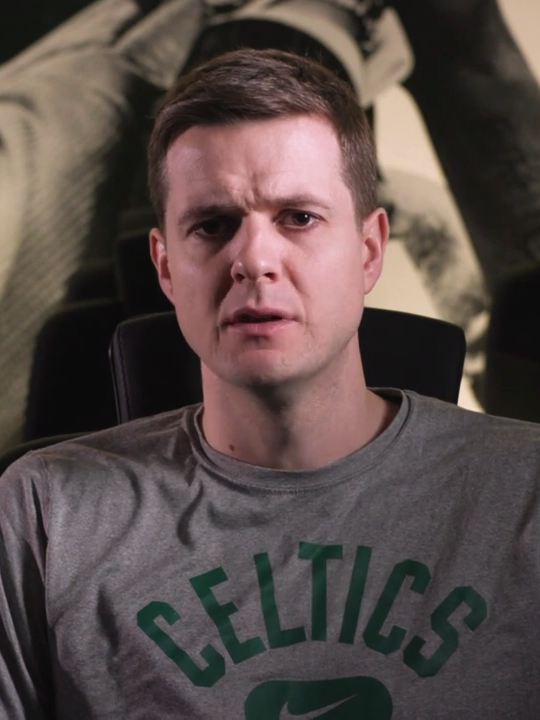
Hardy con los Celtics en 2022.

Después de graduarse en el Williams College, Hardy se puso en contacto con el entrenador en jefe de los San Antonio Spurs, Gregg Popovich, a través de un miembro del personal de baloncesto de su universidad quien era socio de Popovich, y lo recomendó como interino gracias a su alto coeficiente intelectual relacionado con el baloncesto. Hardy entrenó al equipo de la Liga de Verano de los Spurs durante varios años mientras trabajaba en otros roles para el equipo principal.
Antes del comienzo de la temporada 2021-22 de la NBA, se unió a los Boston Celtics como asistente del entrenador en jefe Ime Udoka. Esa temporada los Celtics alcanzaron las Finales de la NBA, pero cayeron ante Golden State Warriors (2-4).
El 29 de junio de 2022, los Utah Jazz contrataron a Hardy como su entrenador principal, convirtiéndolo en el primer entrenador contratado bajo la nueva propiedad de Ryan Smith, y en el entrenador más joven de la NBA, a sus 34 años de edad.
En septiembre de 2024, acuerda una extensión por otras dos temporadas con los Jazz.
En mayo de 2025, a pesar de no alcanzar los playooffs la temporada pasada y de quedar último en su división, renueva con los Jazz hasta 2031.

## Estadísticas como entrenador
| Equipo | Año     | P  | V   | D    | V–D% | Finalizado      | PP | VP | DP | PV–D% | Resultado   |
| ------ | ------- | -- | --- | ---- | ---- | --------------- | -- | -- | -- | ----- | ----------- |
| Utah   | 2022-23 | 82 | 37  | 45   | .451 | 4.º en Noroeste | —  | —  | —  | —     | No playoffs |
| Utah   | 2023-24 | 82 | 31  | 51   | .378 | 4.º en Noroeste | —  | —  | —  | —     | No playoffs |
| Utah   | 2024-25 | 82 | 17  | 65   | .207 | 5.º en Noroeste | —  | —  | —  | —     | No playoffs |
| Total  | 246     | 85 | 161 | .346 |      | —               | —  | —  | —  |       |             |